# (100579) 1997 HS11
(100579) 1997 HS11 es un asteroide perteneciente al cinturón de asteroides, descubierto el 30 de abril de 1997 por el equipo del Lincoln Near-Earth Asteroid Research desde el Laboratorio Lincoln, Socorro, Nuevo México, Estados Unidos.

## Designación y nombre
Designado provisionalmente como 1997 HS11.

## Características orbitales
1997 HS11 está situado a una distancia media del Sol de 2,591 ua, pudiendo alejarse hasta 3,094 ua y acercarse hasta 2,089 ua. Su excentricidad es 0,193 y la inclinación orbital 13,50 grados. Emplea 1524,12 días en completar una órbita alrededor del Sol.
El próximo acercamiento a la órbita terrestre se producirán el 25 de agosto de 2042.

## Características físicas
La magnitud absoluta de 1997 HS11 es 15,7. Tiene 2 km de diámetro y su albedo se estima en 0,322.